# Erich Schlossarek
Erich Schlossarek (* 22. April 1928 in Spremberg; † 10. Juni 2011 in Potsdam) war ein deutscher Autor, der in der DDR publiziert hat. Er schrieb neben Hörspielen und den Drehbüchern zu mehreren Fernsehfilmen auch Romane.

## Leben
Schlossarek, geboren 1928 in Spremberg, war im Hauptberuf Lehrer. In den 1960er Jahren begann sein vornehmliches Schreiben für das Radio mit Erwachsenen- und Kinderhörspielen. Die Aushilfshochzeit (1975) entstand als Beitrag zu einer Reihe von Momentaufnahmen, die dem 30. Jahrestag der Befreiung vom Nazi-Regime gewidmet war und wurde als Lehrmittel an ostdeutschen Schulen eingesetzt. 1977 war Schlossarek mit Der Tadel der erste Träger des DDR-Hörspielpreises. Manfred Täuberts Inszenierung von Schlossareks Die Stiefel erhielt überdies 1985 den Kinderhörspielpreis der DDR.
Als Fernsehautor war er Ende der 1970er Jahre an Filmen wie Der Direktor, Plantagenstraße 19 und Der zweite Mann beteiligt. Mit Wie soll sich eine Frau entscheiden? wurde auch ein Hörspiel des Autors (Der Tadel) für des DDR-Fernsehen verfilmt.
Zwei Romane stammen aus Schlossareks Feder: Auf Gnade und Ungnade, ein historischer Roman, und In Bedrängnis, beide in den 1980er Jahren veröffentlicht. Darüber hinaus verfasste der Autor Schlagertexte und Libretti. Schlossarek war auch im Theaterbereich präsent; so wurde eine Aufführung seines Sketches Oskar kommt mit Petra Kelling (Silvia) und Walter Plathe (Oskar) schon in den 70ern in Theater der Zeit besprochen. Noch 1990 war eine Produktion seines Stücks Die Neunte geplant. Mit dem Ende der DDR endete jedoch auch Schlossareks literarische Veröffentlichungstätigkeit. Sein letztes Hörspiel wurde 1990 mit Sein zweites Jahr vom Funkhaus Berlin produziert.
In der Bundesrepublik „praktisch unbekannt“ (Einführung in die DDR-Literatur, 1983), war Schlossarek in der DDR ein „höchst erfolgreicher Hör- und Fernsehspielautor“.
1979 wurde er mit dem Nationalpreis der DDR II. Klasse für Kunst und Literatur ausgezeichnet.

## Hörspiele
- 1968: Risiko – Regie: Fritz Göhler (Rundfunk der DDR)
- 1974: Annette – Regie: Hannelore Solter (Hörspiel – Rundfunk der DDR)
- 1978: Der Aufschub – Regie: Christoph Schroth (Hörspiel – Rundfunk der DDR)

## Auszeichnungen
- 1979: Ehrung mit dem Nationalpreis der DDR II. Klasse für Kunst und Literatur